# Międzynarodowy Dzień Przeciw Homofobii, Transfobii i Bifobii
Międzynarodowy Dzień Przeciw Homofobii, Transfobii i Bifobii (ang. International Day Against Homophobia, Transphobia and Biphobia, IDAHOTB, IDAHOBIT) – coroczne święto obchodzone 17 maja na pamiątkę usunięcia 17 maja 1990 roku przez Światową Organizację Zdrowia homoseksualizmu z Międzynarodowej Klasyfikacji Chorób, mające na celu zwrócenie uwagi na doświadczaną przez osoby LGBT przemoc i dyskryminację (homofobię, transfobię i bifobię).
Święto zostało ustanowione w 2004 roku jako Międzynarodowy Dzień Przeciw Homofobii. W 2009 roku jego nazwę zmieniono na Międzynarodowy Dzień Przeciw Homofobii i Transfobii, a w 2015 roku na Międzynarodowy Dzień Przeciw Homofobii, Transfobii i Bifobii. Obchodzone jest w ponad 130 państwach, wliczając w to kilkadziesiąt państw, w których zachowania homoseksualne są penalizowane.
Tego dnia od 2005 roku odbywają się demonstracje, happeningi, zawody sportowe, warsztaty, wystawy, festiwale filmowe, koncerty, przedstawienia teatralne. Organizowanie są również debaty i konferencje, w których udział biorą organizacje LGBT, organizacje broniące praw człowieka, parlamentarzyści, przedstawiciele rządów, międzynarodowe instytucje, organy i agencje, wliczając w to: Wysokiego Komisarza Narodów Zjednoczonych do spraw Praw Człowieka, UNESCO, Radę Europy, Komisję Europejską i Agencję Praw Podstawowych Unii Europejskiej.
Międzynarodowy Dzień Przeciw Homofobii, Transfobii i Bifobii jest oficjalnie uznawany przez Parlament Europejski oraz przez szereg państw i innych instytucji międzynarodowych.